# Renströmska skolan

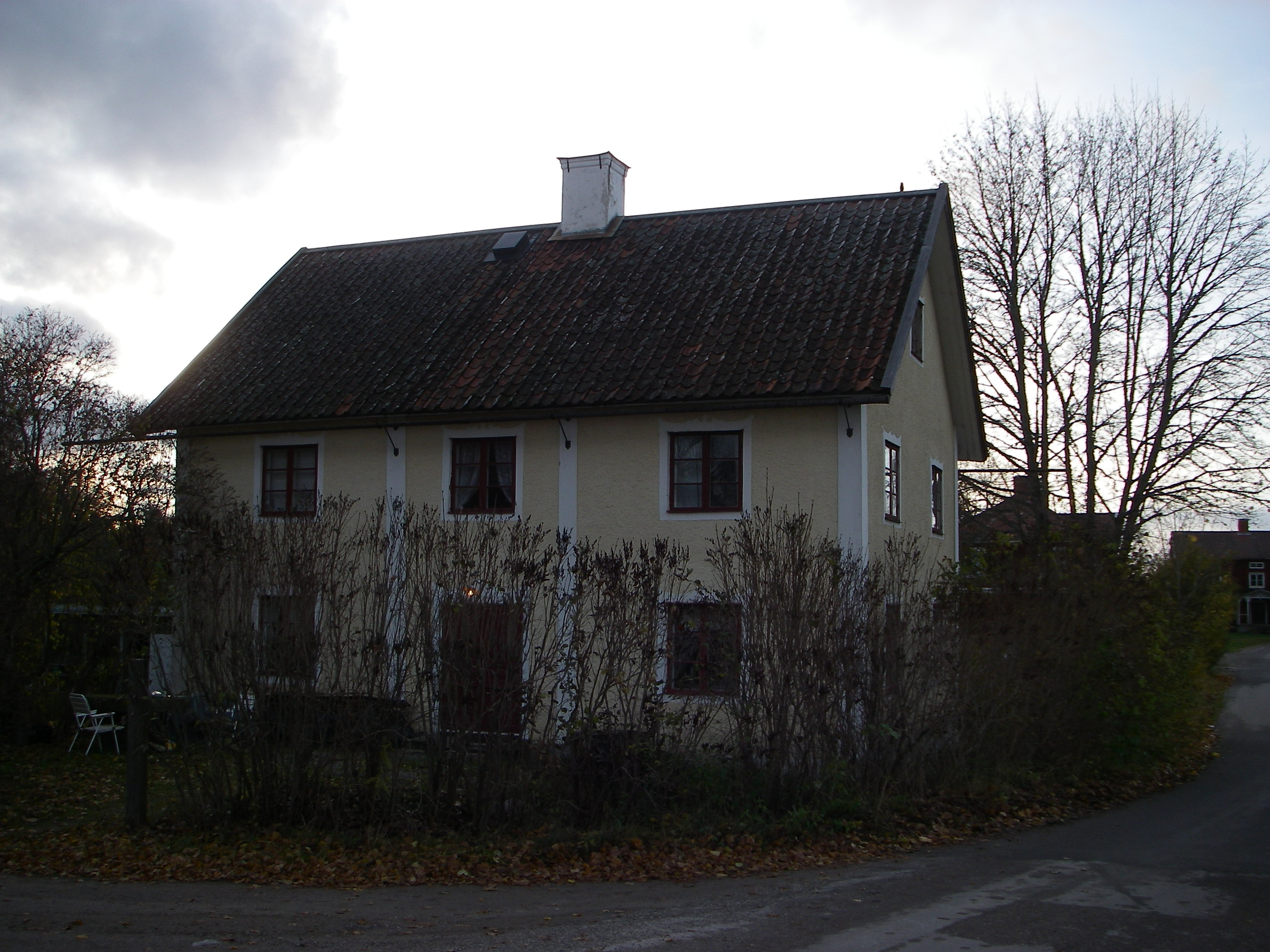
Renströmska skolan

Renströmska skolan, byggdes 1825 i byn Regna, Finspångs kommun, Östergötland.
Skolan fick sitt namn efter gästgivare Nils Renström, vars donation möjliggjorde skolans uppkomst. I hans testamente från 1809 angavs att skolbyggnad och anställning av lärare skulle bekostas av hans arv. Detta var innan folkskolereformen trädde i kraft 1842, vilket gör skolan till en av Sveriges äldsta bevarade landsbygdsskolor.
En stor del av skolans ursprungliga planlösning och interiör finns idag bevarat med lärosalar och lärarbostad.
Skolan kallades efter fasadbyte 1877 "Vita huset".